# Obereopsis lineaticeps
Obereopsis lineaticeps là một loài bọ cánh cứng trong họ Cerambycidae.